# خوزه موخیکا
خوزه آلبرتو موخیکا کوردانو (انگلیسی: José Alberto Mujica Cordano؛ ۲۰ مهٔ ۱۹۳۵ – ۱۳ مهٔ ۲۰۲۵) عضو پیشین جنبش ملی آزادسازی توپاماروها بود که در انتخابات ریاست‌جمهوری ۲۰۰۹ اروگوئه به پیروزی رسید. موخیکا در دهه‌های ۱۹۶۰ و ۱۹۷۰ به‌عنوان یک شبه‌نظامی در انقلاب مسلحانه علیه دولت راست‌گرای وقت شرکت کرد. او دوازده سال را در زندان به سر بردو در سال ۱۹۸۵ مورد عفو قرار گرفت. موخیکا پیش از انتخابات ریاست‌جمهوری سال ۲۰۰۹ به‌عنوان نماینده کنگره، سناتور و وزیر کشاورزی فعالیت کرده بود. موخیکا پس از پیروزی در انتخابات ریاست‌جمهوری سال ۲۰۰۹ گفته بود که از لولا داسیلوا رئیس‌جمهور برزیل کپی‌برداری خواهد کرد. او نظر منتقدان خود مبنی بر اینکه قصد ایجاد ائتلافی با کشورهای چپ‌گرای منطقه همچون ونزوئلا را دارد، رد کرد.
سبک زندگی همراه با صرفه‌جویی موخیکا و اینکه او حدود ۹۰ درصد حقوق ماهیانه‌اش (معادل ۱۲ هزار دلار) را صرف امور خیریه می‌کرد، باعث شد لقب فقیرترین رئیس‌جمهوری جهان به او داده شود. همسرش موخیکا، لوسیا توپولانسکی سیاستمدار و چریک سابق بود.

## اوایل زندگی
خوزه آلبرتو موخیکا کوردانو در ۲۰ مه ۱۹۳۵ در محله پاسو دلا آرنای مونته‌ویدئو از دمتریو موخیکا ترا و لوسی کوردانو گیورلو زاده شد. دمتریو از نوادگان یک خانواده اسپانیایی اهل باسک بود که در سال ۱۸۴۲ به اروگوئه مهاجرت کردند. موخیکا از طریق مادربزرگ پدری‌اش، خویشاوند دور چندین سیاستمدار برجسته اروگوئه‌ای از جمله گابریل ترا بود که بین سال‌های ۱۹۳۱ و ۱۹۳۸ به عنوان بیست و ششمین رئیس‌جمهور کشور خدمت کرد. والدین دمتریو چندین ملک کشاورزی داشتند که به عنوان زمین تمرین سربازان برای مبارزه با قیام‌های به رهبری آپاریچیو ساراویا استفاده می‌شد. دمتریو که یک کشاورز بود، اندکی پیش از مرگ خود در سال ۱۹۴۰ زمانی که خوزه پنج ساله بود، ورشکست شد. لوسی، مادر خوزه در کارملو از مهاجران فقیر ایتالیایی اهل لیگوریا با اصالتی در شهرداری فاواله دی مالوارو در استان سابق جنوآ به دنیا آمد. پس از تولد، والدینش دو هکتار زمین در کولونیا استرلا، شهر کوچکی در بخش کولونیا برای کشت تاکستان خریداری کردند. پدرش عضو فعال حزب ملی و پیرو هرریسم بود و چندین بار به عنوان عضو شورای شهر کولونیا انتخاب شد و با لوئیس آلبرتو د هررا آشنایی نزدیک پیدا کرد.
موخیکا پس از پایان تحصیلات ابتدایی و متوسطه، برای تحصیلات کارشناسی در مؤسسه آلفردو واسکز آسودو ثبت نام کرد، اما آن را به پایان نرساند. موخیکا بین سنین ۱۳ تا ۱۷ سالگی برای چندین باشگاه در دسته‌های مختلف دوچرخه‌سواری کرد.

## ورود به سیاست
دایی مادری موخیکا، آنخل کوردانو نیز عضو حزب ملی بود و تأثیر بسزایی در شکل‌گیری سیاسی موخیکا داشت. در سال ۱۹۵۶ موخیکا از طریق مادرش که یک مبارز در همان بخش بود با سیاستمدار انریکه اِرو آشنا شد. از آن زمان به بعد موخیکا به‌طور فعال از حزب ملی حمایت کرد و در نهایت دبیرکل آن شد.
حزب ملی در انتخابات عمومی ۱۹۵۸ بیشتر کرسی‌های سنا را به دست آورد که در آن اِرو از سال ۱۹۵۹ تا ۱۹۶۰ به عنوان وزیر کار خدمت کرد و موخیکا او را همراهی می‌کرد. اگرچه به عنوان یک مقام رسمی در وزارتخانه منصوب نشد. در سال ۱۹۶۲ اِرو و موخیکا هر دو حزب ملی را ترک کردند تا حزب چپ‌گرای اتحاد مردمی را با همکاری حزب سوسیالیست ایجاد کنند. در انتخابات ۱۹۶۲ آنها امیلیو فروگونی را به عنوان نامزد خود برای ریاست جمهوری معرفی کردند. اما با کسب تنها ۲٫۳ درصد از کل آرا قاطعانه شکست خوردند.

## فعالیت چریکی
خوزه موخیکا در دهه ۱۹۶۰ (میلادی) از بنیان‌گذاری جنبش رهایی‌بخش ملی توپاماروها بود. این گروه چریکی کارزار مقاومت مخفیانه‌ای علیه دولت اوروگوئه و تحت تاثیر انقلاب کوبا و کمونیسم با گرایش سیاسی چپ بود. اما دیگر چپ‌گرایان آن را به استبداد متهم می‌کردند. توپاماروها دست به حمله، آدم‌ربایی و اعدام می‌زد. اما موخیکا همواره ارتکاب قتل را رد می‌کرد.
در آن دوره، موخیکا چهار بار دستگیر شد که در یکی از آنها در سال ۱۹۷۰ شش گلوله به او اصابت کرد و نزدیک بود کشته شود. او دو بار از زندان فرار کرد. او در یکی از این فرارها به همراه ۱۰۵ زندانی دیگر از اعضای جنبش توپامارو از طریق یک تونلی از زندان فرار کرد. این فرار، یکی از بزرگ‌ترین فرارهای تاریخ اروگوئه بود، پس از آنکه ارتش اروگوئه طی یک کودتا در سال ۱۹۷۳ قدرت را بدست گرفت، او را در گروهی از ۹ گروگان قرار دادند و تهدید کردند که در صورت ادامه حملات چریک‌های توپامارو آنها را خواهند کشت.
خوزه موخیکا در دهه‌های ۱۹۷۰ و ۱۹۸۰ در مجموع بیش از ۱۴ سال را در زندان و تحت شکنجه گذراند. او بیشتر این دوران را در شرایط سخت و انزوا سپری کرد. او گفته بود که در زندان، جنون را تجربه کرده، دچار توهم شده و حتی با مورچه‌ها حرف زده بود. خوزه موخیکا در سال ۱۹۸۵ و با بازگشت دموکراسی به اروگوئه آزاد شد. او گفته بود شادترین خاطره زندگی، روز آزادی‌ از زندان بود. طوریکه حتی رئیس‌جمهور شدن در مقایسه با آن هیچ بود.

## ریاست‌جمهوری
خوزه موخیکا چند سال پس از آزادی، به نمایندگی مجلس نمایندگان و سپس نمایندگی در سنا رسید. او در سال ۲۰۰۵، در نخستین دولت فرنته آمپلیو وزیر چارپایان، کشاورزی و ماهیگیری شد و در سال ۲۰۱۰ به ریاست‌جمهوری رسید. وی در موارد زیادی عمل‌گرا و جسور بود. در دوران ریاست‌جمهوری خوزه موخیکا، اقتصاد اروگوئه با میانگین سالانه ۵.۴ درصد رشد کرد، فقر کاهش یافت و نرخ بیکاری پایین باقی ماند. همچنین تصویب قوانین اجتماعی‌ در پارلمان (قانونی‌ کردن سقط جنین، به رسمیت شناختن ازدواج همجنس‌گرایان، و تنظیم بازار ماری‌جوآنا با نظارت دولت) در آن سال‌ها توسط پارلمان توجه جهان را به خود جلب کرد.

### انتقادات
دولت موخیکا هزینه‌های عمومی را به شکل قابل توجهی افزایش و کسری بودجه را گسترش داد. این موضوع باعث شد مخالفانش او را به اتلاف منابع عمومی متهم کنند. همچنین او نتوانست مشکلات رو به رشد نظام آموزشی اروگوئه را اصلاح کند. چیزی که وعده آنرا داده بود. اما هرگز او را به فساد یا تضعیف دموکراسی در اوروگوئه متهم نکردند.

### سبک زندگی
موخیکا در دوران ریاست‌جمهوری خود از زندگی در اقامتگاه رسمی و مجلل رئیس‌جمهور خودداری کرد و در خانه‌ای ساده در حومه مونته ویدئو، بدون خدمتکار و با کمترین تدابیر امنیتی زندگی کرد. این سبک زندگی باعث شد برخی رسانه‌ها لقب «فقیرترین رئیس‌جمهور جهان» را به او بدهند. اما موخیکا این عنوان را رد کرد و در سال ۲۰۱۲  گفت: «می‌گویند من فقیرترین رئیس‌جمهورم. نه، این طور نیست. فقیر کسانی‌ هستند که بیشتر می‌خواهند [...] چون در یک مسابقه بی‌پایان گیر افتاده‌اند.»

### کناره‌گیری
موخیکا در سال ۲۰۲۰ از سیاست کناره‌گیری کرد، اما همچنان شخصیتی تاثیرگذار بود.

## سبک زندگی
خوزه موخیکا در یک مزرعه قدیمی متعلق به همسرش که در کنار جاده خرابه‌ای بیرون از مونته‌ویدئو (پایتخت کشور) واقع‌شده، زندگی می‌کرد و تقریباً همه دستمزد خود را به دیگران می‌بخشید. لباس‌های شسته شده بیرون از خانه آویزان بودند. آب از چاهی که در حیاط است و روی آن را علف‌های هرز گرفته، تأمین می‌شد. تنها محافظان رئیس‌جمهور دو مأمور پلیس و یک سگ سه پا بنام مانوئلا بودند.

## دارایی
موخیکا در سال ۲۰۱۰ میزان ثروت خود را ۱۸۰۰ دلار اعلام کرد، که آنهم به یک فولکس‌واگن بیتل مدل ۱۹۸۷ مربوط می‌شد. او نیمی از دارایی‌های همسرش (شامل زمین، تراکتور و خانه) را هم در فهرست دارایی‌هایش قرار داد و به این ترتیب ثروت اعلام شده‌اش به ۲۱۵ هزار دلار رسید. ثروت او فقط دو سوم ثروت معاونش، دانیلو آستوری و یک‌سوم ثروت سلفش، تاباره واسکز بود.

## محبوبیت
در نوامبر ۲۰۱۲ برای نخستین بار از زمان انتخاب موخیکا در سال ۲۰۰۹ محبوبیت او به کمتر از ۵۰ درصد رسید و کارشناسان علت آن را موارد زیر دانستند:
- مخالفان دولت اروگوئه گفتند رشد اقتصادی کشور باعث بهبود خدمات عمومی در بخش‌های بهداشت و آموزش نشده است.
- کنگرهٔ اروگوئه در سال ۲۰۱۲ طرحی را به تصویب رساند که به زنان اجازه می‌داد تا هفتهٔ دوازدهم بارداری سقط جنین کنند. موخیکا، برخلاف اسلاف خود، این مصوبه را وتو نکرد.
- او از قانونی شدن مصرف ماری‌جوانا حمایت کرد.[۴]

## مرگ
خوزه موخیکا در ۱۳ مهٔ ۲۰۲۵ در ۸۹ سالگی (یک هفته پیش از زادروزش) بر اثر سرطان مری درگذشت. او گفته بود: «آدم می‌داند که مرگ اجتناب‌ناپذیر است. و شاید مثل نمک زندگی باشد.»